# جوائز أفلام بوليوود
جوائز أفلام بوليوود (Bollywood Movie Awards) كان حفلا سنويا لتوزيع جوائز الأفلام البوليوودية في الفترة ما بين عامي 1999 و 2007 في لونغ آيلند ولاية نيويورك ، بالولايات المتحدة، حيث كان يتم الاحتفال بالأفلام والممثلين من صناعة السينما في بوليوود في مومباي بالهند. تم تقديم الحفل لأول مرة عام 1992 من طرف كمال دندونا، رئيس مجموعة بوليوود باسم "جوائز ناتاراج". لتتم إعادة تسميته وإطلاقه في عام 1999 تحت اسم "جوائز أفلام بوليووود".
جرى عرف منح الجائزة للفنانيين المتميزين والأكثر حرفية وإبداعاً في الهند وعبر العالم. كان ملك البوب الراحل المغني الأمريكي مايكل جاكسون أول فائز بالجائزة تحت شعار جائزة الإنسانية في عام 1999، تلاه الممثل الأمريكي ريتشارد جير بجائزة رجل الضمير الحي، ثم الممثلة الأمريكية شارون ستون مرتبطة بكفاحها ضد مرض الإيدز.
خلال احتفلات عام 2007، تلقى الممثل الأمريكي داني غلوفر الجائزة عن مساهماته البارزة في مجال الترفيه العالمي كما تلقتها كذلك المخرجة الهندية ميرا ناير خلال حفل Pride of India Award. شارك في الحفل عدة مدعوين مرموقين أمثال الممثلة الأمريكية فيليشيا رشاد والشخصية التلفزيونية دونالد ترامب.